# Трубчевське князівство
Трубчевське князівство — удільне князівство, що існувало у складі Чернігівського князівства, Новгород-Сіверського князівства, Великого князівства Литовського, Московської держави і Речі Посполитої з 1164 по 1672 рік. Столиця князівства — місто Трубчевськ.

## У добуКиївської Русі

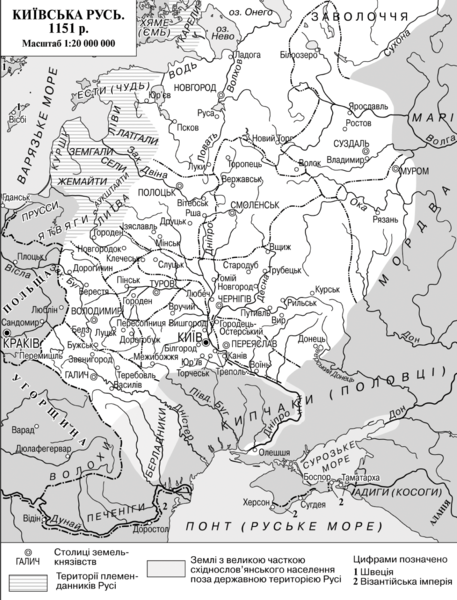
Трубчевськ у складі Чернігівської Землі.

15 лютого 1164 року помер чернігівський князь Святослав Ольгович. По смерті його знову розпочалася ворожнеча між князями Чернігівської Землі. Старший син Святослава Олег, поперед свого двоюрідного брата, іншого Святослава (Всеволодовича), старшого з роду Ольговичів, захотів стати чернігівським князем. Боротьба поміж Ольговичами завершилася і цього разу компромісом. Святослав Всеволодович залишився у Чернігові, а Олег Святославович отримав у своє володіння Новгород-Сіверський. Але частину Новгород-Сіверського князівства довелося йому віддати власним братам. Так середній син Святослава Ольговича — Ігор, став князювати у Курську, а молодший з синів Святослава, Всеволод, став першим князем міста Трубчевська, на високому березі річки Десни. Вдале розташування міста, на значному торговельному шляху, що з'єднувався Десною з Новгородом-Сіверським, Черніговом та Києвом, призвело до того, що ще з часів Володимира Великого тут було створено значний торговельний центр, у якому, окрім сіверян, жили й переселені сюди Володимиром радимичі. Сама назва Трубчевська свідчить про зв'язок його імені з річковим торговельним шляхом, адже «трубою» в часи Київської Русі називалася протока, або річкове русло[джерело?] . Тодішній Трубчевськ знаходився за 10 кілометрів південніше від сучасного, на місці злиття Десни із протокою Бистриком, що тягнеться аж на 28 км. Місце, де стояв стародавній Трубчевськ і дотепер люди називають Трубою.

Буй-Тур Всеволод. Антропологічна реконструкція.

Було Всеволоду Святославовичу тієї пори, як став він трубчевським князем, лише дев'ять років. Трохи молодший від свого старшого брата Ігоря, вже з дитинства став Всеволод його вірним товаришем та соратником. Уже з дитячих років вирішили Ігор та Всеволод завжди допомагати один одному у спільній боротьбі проти ворогів Руської землі. Спливали роки. Брати мужніли. Ігор після того як Олег перебрався до Чернігова, став Новгород-Сіверським князем, а Всеволод об'єднав під своєю владою Трубчевськ, Курськ та Путивль. У 1185 році вирішили брати йти спільним походом проти половців. Очолив похід князь Ігор, як старіший, але особливі сподівання покладав він на військо Всеволода, адже славилися його воїни як неабиякі ратники, а сам Всеволод мав від народу прізвисько «Буй-Тур» за свою силу, відвагу та лицарство. Як відомо, похід цей закінчився поразкою, але подвиг сіверських князів навіки закарбувався в пам'яті народу завдяки «Повісті про Ігорів похід», у якій невідомий нам автор з великим талантом описав патріотизм руських князів та їхню любов до Вітчизни.
Про вояків князя Всеволода, курян, автор «Повісті про Ігорів похід» пише: «А ті куряни-свідомі воїни, під трубами повиті, під шоломами злеліяні, з кінця списа вигодувані. Шляхи їм відомі, яруги їм знайомі, луки в них напружені, сагайдаки відчинені, шаблі вигострені; самі скачуть, як сірі вовки у полі, шукаючи собі честі, а князю слави». А про самого князя Всеволода згадує так: «Яр-туре Всеволоде! Стоїш на бороні, прищиш на воїв стрілами, гримиш о шоломи мечами харалужними. Куди Тур проскочив, своїм золотим шоломом посвічуючи, там лежать поганські голови половецькі. Поскіпані шаблями гартованими шоломи оварські од тебе, яр-туре Всеволоде!».
До останніх літ свого життя (помер він у 1196 році) залишався Всеволод Святославович трубчевським князем. По смерті тіло його було привезено до Чернігова, де і поховане у Благовіщенському соборі. У ХХ ст. радянські антропологи вивчали Всеволодови кістки. Тоді і стало відомо, що князь Всеволод і справді був богатирем — людиною могутньої статури і великої фізичної сили. Тепер антропологічний портрет князя Всеволода зберігається у московському Історичному музеї.
Після смерті князя Всеволода трубчевський престол зберігається в роду його дітей. Спочатку у Трубчевську князював син Всеволода Святослав, за ним його онук Андрій, потім правнук Михайло, і останнім був праправнук Іван. Князівська династія Рюриковичів у Трубчевську збереглася до першої половини XIV ст., не зважаючи на монголо-татарську навалу.

### Князі
- Всеволод Святославич «Буй Тур» (1164—1196)
- Святослав Всеволодович (перша половина ХІІІ ст.)
- Андрій Святославич (середина ХІІІ ст.)
- Михайло Андрійович (друга половина ХІІІ ст.)
- Іван Михайлович (перша половина XIV ст.)

## У складіВеликого князівства Литовського
1356 року великий князь литовський Ольгерд пішов походом на Смоленськ та Брянськ. Міста ці були узяти їм та визнали над собою владу Великого Князівства Литовського, а вслід за тим уся Сіверська земля, зі Стародубом, Трубчевськом, Новгородом-Сіверським та Черніговом увійшла до складу Литовської держави. Син Ольгерда, Бутав, що мав у хрещенні ім'я Дмитро, одержав під свою владу Трубчевськ та Чернігів.
У 1379 році воєводи московського князя Дмитрія (майбутнього «Донського») напали зненацька на місто Трубчевськ. Трубчевський князь Дмитро Ольгердович не мав часу, аби зібрати військо та чинити опір, тому вирішив відкрити ворота перед московським військом, сподіваючись, що князь московський не робитиме насильства над сином Ольгерда. Трубчевському князю, взамін загубленого Трубчевська, надається на Москві значне Переяславське князівство у Ростовській землі. У 1380 році Дмитро Ольгердович разом з Дмитрієм Донським іде на Куликове поле, де стає одним із головних героїв цієї перемоги над татарами. Та вже через кілька років Дмитро Ольгердович повернувся до Трубчевська, де склав присягу на вірність Литовській державі. У 1399 році стародубські та трубчевські загони під проводом своїх князів Федора Патрикійовича та Дмитра Ольгердовича воюють разом з литовцями на річці Ворсклі проти татар, захищаючи українські землі від ворожих нападів. 12 серпня 1399 року обидва князі загинули у бою.

Собор-усипальниця Трубчевських князів.

Нащадки Дмитра Ольгердовича розподіляють батьківську землю на дрібні уділи. Перший такий розподіл відбувся у 1420 році, у 1490-му окремих Трубчевських князівств було вже чотири, а у 1499-му місцеві князі звертаються навіть до литовського суду, аби судовим шляхом з'ясувати, хто де повинен володарювати. А наступного року Трубчевськ раптом було захоплено московськими військами, і слабким трубчевським князям не залишалося нічого іншого, як переходити на службу Москві. Московська влада, захопивши Трубчевський край, теж посприяла подальшому дрібненню земель князівства. Поступово поруч із постаттю князя виникає постать московського воєводи, а потім намісника, до якого, в роки царювання Івана Грозного цілком переходить місцева влада. У деяких трубчевських уділах князівське володарювання зберігається ще у 60-х роках XVI ст., але далі місцева автономія нищиться остаточно, і на Трубчевськ чекає доля усіх інших міст централізованого Московського царства. Князі трубчевські перебираються до Москви, і про колишню батьківщину забувають. Навіть прізвище в них міняється — стають вони князями Трубецькими, та з цим прізвищем служать тепер Москівщині. А про вітчизну колишню — Трубчевськ, нагадує тепер мешканцям міста лише собор-усипальниця на Соборній горі над Десною, де у підвалі з низькими склепінчастими стелями та круглим стовпом у центрі квадратного приміщення, у білих саркофагах з давньоукраїнським орнаментом, лежать останки трубчевських князів — нащадків литовського князя Ольгерда.

### Князі
А гілка.
- Дмитро (Бутав) Ольгердович (1356—1379, 1388—1399)
- Михайло Дмитрович (1399 — бл. 1420)
- Семен Михайлович (бл. 1420 — бл. 1460)
- Іван Семенович (бл. 1460 — бл. 1490)
- Андрій Іванович (бл. 1490—1546)
- Михайло Андрійович (1546—1556)

Б гілка.
- Юрій Михайлович (бл. 1420—1445)
- Гринько Волович (1445 — бл. 1451)
- Іван Васильович Чорторийський (бл. 1451 — бл. 1460)
- Іван Юрійович (1499—1500, 1503—1520)
- Семен Іванович (1520—1566)
- Роман Семенович (1566 — ?)
- Микита Романович

В гілка.
- Іван Іванович (бл. 1490—1538)

Г гілка.
- Федір Іванович (бл. 1490—1540)

Д гілка.
- Семен-Богдан Олександрович (1520 — бл. 1543)

Е гілка.
- Тимофій Романович (друга половина XVI ст.)

Цікаво, що у тій частині Трубчевського князівства, що позначена як «гілка Б», у 1445 році, після відправлення місцевого князя на московську службу, влада була передана особі навіть не князівського роду — конюшому великого князя Литовського Гриньку Воловичу. Потім тут сидів інший український князь — Іван Чорторийський, і тільки у 1499-му, за судовим рішенням, ця земля була повернута синові того князя, що вирушив колись на службу до Москви — Івану Юрійовичу. У 1500 році, внаслідок війни, що розпочала московська влада на Стародубщині, він знову лишився своєї частки князівства, але повернув її у 1503 році, за перемир'ям, що підписали Москва і Литва, але тепер як московський підданий.
12 липня (н. ст.) 1584 року (7092 «від створення світу»), після смерті Івана Грозного, Роман Симеон Трубецький, князь Трубецький у 1584–1585 роках, знову проголосив незалежність і оприлюднив «Декларацію волі та незалежності Князівства Трубецького» («Deklaracya Wolności i Niepodległości Księstwa Trubeckiego»).

## У складіРечі ПосполитоїіМосковського царства
1618 року, за результатами Деулінського перемир'я, яким закінчився для Москівщини Смутний час, Сіверщина знову повернулася до складу Великого Князівства Литовського, що було від 1569 року складовою частиною Речі Посполитої. Опинився у Польщі і один з значних представників роду Трубецьких, князь Юрій Трубецькой, який підтримував у Смутний час Самозванців і поляків, та втік з Москівщини, боячись переслідувань з боку нової влади. У Польщі князь Трубецькой перейшов до католицтва, та став зватися Вігунд-Ієронім (пол. Wigund-Jeronym Trubecki). 1621 року польський король Сигізмунд III Ваза надав князю Трубецькому в удільне володіння його колишню вотчину — місто Трубчевськ з «половиною Трубчевських земель».
1634 року, після смерті князя, Трубчевське князівство розділили між собою його діти — Петро і Олександр Трубецькі. Про діяльність Олександра Трубецького у Трубчевську майже нічого не відомо, його брат Петро прославився як ревний католик, що винищував православні храми у місті, та будував замість них костьоли. 1644 року Петро помер, того ж року внаслідок уточнення державного кордону між Річчю Посполитою і Москівщиною за результатами Полянівської угоди, Трубчевськ було передано Москівщині, а Трубчевське князівство ліквідовано.
1660 року московський цар Олексій Михайлович за вірну службу «наділяє» Трубчевськом з повітом свого боярина Олексія Микитовича Трубецького, з тієї гілки Трубецьких, що залишилася вірною московському престолу (з титулом «державець Трубчевський»). Як володар Трубчевська Олексій Трубецькой перебував 12 років. 1672 року старого боярина запрошено у Москву на хрестини новонародженого царевича Петра Олексійовича (майбутнього Петра І-го). Ставши хрещеним батьком цього немовляти, Олексій Трубецькой як подарунок відмовився від свого родового права на місто Трубчевськ. На цьому історія Трубчевського князівства і завершується.

### Князі
- Юрій Микитович Трубецькой (1621—1634)
- Олександр і Петро Юрійовичі (1634—1644)
- Олексій Микитович Трубецький (1660—1672)

## Цікаві факти

Пам'ятник Бояну у Трубчевську.

За місцевими переказами, саме у Трубчевську (в межах міста є урочище Боян) народився легендарний поет-співець Київської Русі, герой «Слова о полку Ігоревім», Боян. 1975 року, з нагоди святкування 1000-річчя Трубчевська, в міському парку був збудований меморіальний комплекс, центральною частиною якого став пам'ятник Бояну.

## Трубчевський тризуб

Трубчевський тризуб і двозуб.

Місцевий археолог Василь Падін усе своє життя віддав розшукам трубчевських старожитностей. Серед археологічних предметів, знайдених Василем Падіним на розкопах у Трубчевську, особливе місце займають глиняні амфори, глеки та металеві поясні бляшки з емблемами чернігівських князів — двозубами та тризубами. Іноді офіційний символ Рюриковичів тризуб об'єднується на трубчевських старожитностях із місцевим язичницьким символом — сонцем.